# Медаль Деві
Меда́ль Де́ві — нагорода Лондонського королівського товариства «за надзвичайно важливі нові відкриття в будь-якій галузі хімії».
Медаль названа на честь Гемфрі Деві, вона відзначена подарунком у розмірі £ 1000. Нагорода була присуджена перший раз у 1877 році Роберту Вільгельму Бунзену і Густаву Роберту Кірхгофу «за дослідження і відкриття у спектральному аналізі». Медаль вручається щорічно і, на відміну від інших нагород Королівського товариства, таких як, наприклад, медаль Г'юза, із часу її заснування не було й року, щоб її хтось не отримав.
Медаллю нагороджували кількох осіб у одному і тому ж році: у 1882 вона була присуджена Дмитру Менделєєву та Лотару Юліусу Мейєру «За відкриття періодичної відносини атомної ваги»; у 1883 році для Марселена Бертло та Юліуса Томсена «за дослідження в термохімії»; в 1893 році Якобу Гендріку Вант-Гоффу та Жозефу Ашіль Ле Бель «На знак визнання впровадження їх теорії асиметричного вуглецю, і його використання в поясненні конституції оптично активних сполук вуглецю»; в 1903 році П'єру Кюрі та Марії Кюрі «за їх дослідження на радію» і в 1968 році Джону Корнфорту і Джорджу Джозефу Попчаку «на знак визнання їх спільної роботи щодо з'ясування біосинтезу в стероїдах».

## Список одержувачів

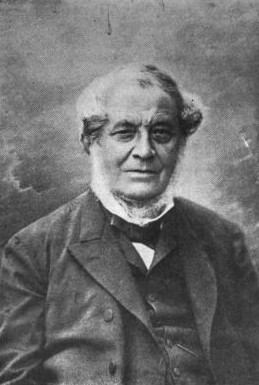
Роберт Бунзен

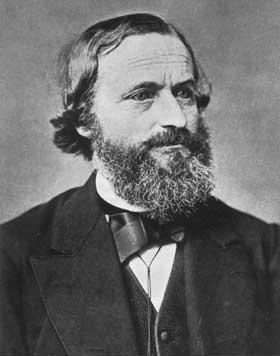
Густав Кірхгоф. Перші лауреати премії. Вони були нагороджені медаллю «За дослідження і відкриття в спектральному аналізу»

### 1877–1899
| Рік  | Портрет | Ім'я                                            | Обґрунтування | Примітки      |
| ---- | ------- | ----------------------------------------------- | --- | ------------- |
| 1877 |         | Роберт Вільгельм Бунзен і Густав Роберт Кірхгоф | «За дослідження і відкриття у спектральному аналізу»                                                                          | [ 5 ]         |
| 1878 |         | Луї-Поль Кайєте і Рауль-П'єр Пікте              | «За дослідження, проведені самостійно, але одночасно, по конденсації так званих постійних газів»                              | [ 6 ]         |
| 1879 |         | Поль Еміль Лекок де Буабодран                   | «За відкриття галію» | [ 7 ]         |
| 1880 |         | Шарль Фрідель                                   | «За дослідження органічних сполук кремнію, та інші дослідження»                                                               | [ 8 ]         |
| 1881 |         | Адольф фон Беєр                                 | «За синтез індиго» | [ 9 ]         |
| 1882 |         | Менделєєв Дмитро Іванович і Лотар Юліус Маєр    | «За відкриття періодичної залежності атомних ваг»                                                                             | [ 10 ]        |
| 1883 |         | Марселен Бертло і Юліус Томсен                  | «За дослідження в термохімії»                                                                                                 | [ 11 ]        |
| 1884 |         | Адольф Вільгельм Герман Кольбе                  | «За дослідження в ізомерії спиртів»                                                                                           | [ 12 ]        |
| 1885 |         | Жан Серве Стас                                  | «За точні визначення атомної ваги»                                                                                            | [ 13 ]        |
| 1886 |         | Жан Шарль Галісард Маріньяк                     | «За дослідження атомної ваги»                                                                                                 | [ 14 ]        |
| 1887 |         | Джон Ньюлендс                                   | «За відкриття періодичного закону хімічних елементів»                                                                         | [ 15 ] [ 16 ] |
| 1888 |         | Вільям Крукс                                    | «За дослідження поведінки речовин, що знаходяться під впливом електричного розряду у вакуумі»                                 | [ 17 ]        |
| 1889 |         | Вільям Генрі Перкін (старший)                   | «За дослідження магнітного обертання від хімічного складу сполуки»                                                            | [ 18 ]        |
| 1890 |         | Герман Еміль Фішер                              | «За відкриття в галузі органічної хімії і особливо за його дослідження карбогідратів»                                         | [ 19 ]        |
| 1891 |         | Віктор Меєр                                     | «За дослідження з визначення густини пари при високих температурах»                                                           | [ 15 ]        |
| 1892 |         | Франсуа Марі Рауль                              | «За його дослідження щодо заморожування розчинів, а також тиску пари розчинів»                                                | [ 20 ]        |
| 1893 |         | Якоб Гендрік Вант-Гофф і Жозеф Ашіль Ле Бель    | «На знак визнання їх теорії асиметричного вуглецю, і її використання в поясненні конституції оптично активних сполук вуглецю» | [ 21 ]        |
| 1894 |         | Пер Теодор Клеве                                | «За дослідження рідкісноземельних елементів»                                                                                  | [ 22 ]        |
| 1895 |         | Вільям Рамзай                                   | «За свій внесок у відкриття аргону, а також за його відкриття, що стосуються газоподібних складових мінералів землі»          | [ 23 ]        |
| 1896 |         | Анрі Муассан                                    | «За виділення флуору і використання електричної печі в отриманні тугоплавких металів і їх сполук»                             | [ 24 ]        |
| 1897 |         | Джон Холл Гладстон                              | «За великий внесок в хімічну науку, і особливо за його важливу роботу в галузі застосування оптичних методів в хімії»         | [ 25 ]        |
| 1898 |         | Йоганнес Вісліценус                             | «За внесок в органічну хімію, особливо в область стереохімічної ізомерії»                                                     | [ 26 ]        |
| 1899 |         | Едвард Шунк                                     | «За дослідження марени, індиго і хлорофілу»                                                                                   | [ 27 ]        |

### 1900–1999
| Рік  | Портрет | Ім'я                                      | Обґрунтування | Примітки                    |
| ---- | ------- | ----------------------------------------- | --- | --------------------------- |
| 1900 |         | Вільгельм Кернер                          | «За його блискучі роботи з теорії ароматичних сполук» | [ 28 ]                      |
| 1901 |         | Джордж Даунінг Лівінг                     | «За внесок в спектроскопію» | [ 29 ]                      |
| 1902 |         | Сванте Август Арреніус                    | «За застосування теорії дисоціації для пояснення хімічних змін» | [ 30 ]                      |
| 1903 |         | П'єр Кюрі і Марія Кюрі                    | «За дослідження радію» | [ 31 ]                      |
| 1904 |         | Вільям Генрі Перкін (молодший)            | «За його значні відкриття в органічній хімії» | [ 18 ]                      |
| 1905 |         | Альберт Ладенбург                         | «За дослідження в галузі органічної хімії, особливо пов'язані з синтезом природних алкалоїдів» | [ 32 ]                      |
| 1906 |         | Вільгельм Рудольф Фіттіг                  | «За дослідження в галузі хімії, особливо його роботи з лактонів і кислот» | [ 33 ]                      |
| 1907 |         | Едвард Вільямс Морлі                      | «На підставі його внеску у фізику і хімію, і особливо за визначення відносних атомних мас водню і кисню» | [ 34 ]                      |
| 1908 |         | Вільям Август Тілді                       | «На основі відкриттів у галузі хімії, особливо терпенів і атомного тепла» | [ 35 ]                      |
| 1909 |         | Джеймс Дьюар                              | «На підставі своїх досліджень при низьких температурах» | [ 36 ]                      |
| 1910 |         | Теодор Вільям Річардс                     | «На підставі своїх досліджень з визначення атомних мас» | [ 37 ]                      |
| 1911 |         | Генрі Едвард Армстронг                    | «На підставі своїх досліджень у галузі органічної та загальної хімії» | [ 18 ]                      |
| 1912 |         | Отто Валлах                               | «На підставі своїх досліджень з хімії ефірних олій і цикло-олефінів» | [ 38 ]                      |
| 1913 |         | Рафаель Мельдола                          | «На підставі робіт з синтетичної хімії» | [ 18 ]                      |
| 1914 |         | Вільям Джексон Поуп                       | «На підставі його значного внеску в структурну і органічну хімії» | [ 39 ]                      |
| 1915 |         | Поль Сабатьє                              | «За дослідження контактних дій, а також застосування дрібнодисперсних металів, каталізаторів» | [ 40 ]                      |
| 1916 |         | Анрі Луї Ле Шательє                       | «На підставі його вивищення як хіміка» | [ 41 ]                      |
| 1917 |         | Альбін Галлер                             | «На підставі досліджень у галузі органічної хімії» | [ 42 ]                      |
| 1918 |         | Фредерік Стенлі Кіппінг                   | «На підставі досліджень у групі камфори і серед органічних похідних азоту і кремнію» | [ 43 ]                      |
| 1919 |         | Персі Фарадей Франкленд                   | «На підставі його видатної роботи в галузі хімії, особливо по оптичній активності і бродінню» | [ 44 ]                      |
| 1920 |         | Чарльз Т. Гейкок                          | «На підставі його роботи в галузі фізичної хімії та особливо за склад сплавів» | [ 45 ] [ 46 ]               |
| 1921 |         | Пилип Огюст Гюї                           | «За дослідження в галузі фізичної хімії» | [ 47 ]                      |
| 1922 |         | Джоселін Філд Торп                        | «За дослідження в синтетичній органічній хімії» | [ 48 ]                      |
| 1923 |         | Герберт Бреретон Бейкер                   | «За дослідження на повне висихання газів і рідин» | [ 49 ]                      |
| 1924 |         | Артур Джордж Перкін                       | «За дослідження структури природних барвників» | [ 18 ]                      |
| 1925 |         | Джеймс Ірвін (хімік)                      | «За роботу по структурі цукру» | [ 50 ]                      |
| 1926 |         | Джеймс Волкер (хімік)                     | «За його роботу з теорії іонізації» | [ 51 ]                      |
| 1927 |         | Артур Амос Ноєс                           | «За його роботу з фізичної хімії, особливо по розчиненню електроілтов» | [ 52 ]                      |
| 1928 |         | Фредерік Джордж Доннан                    | «За внесок у фізичну хімію і особливо за його теорію рівноваги мембрани» | [ 53 ]                      |
| 1929 |         | Гілберт Ньютон Льюїс                      | «За внесок у класичну термодинаміку і теорію валентності» | [ 54 ]                      |
| 1930 |         | Роберт Робінсон                           | «За роботи зі структури і синтезу природних речовин, а також за його внесок у теорію органічних реакцій» | [ 55 ]                      |
| 1931 |         | Артур Лапворт                             | «За його дослідження в галузі органічної хімії, зокрема пов'язані з таутомерію і механізмом органічних реакцій» | [ 56 ]                      |
| 1932 |         | Ріхард Мартін Вільштеттер                 | «За видатні дослідження в галузі органічної хімії» | [ 57 ]                      |
| 1933 |         | Мілс Вільям Гобсон                        | «За дослідження в галузі органічної хімії, а також за роботу з синтезу і властивостей ціанінових барвників, і особливо за його дослідження нових типів асиметричних молекул» | [ 58 ]                      |
| 1934 |         | Волтер Норман Говорт                      | «За дослідження молекулярної структури вуглеводів» | [ 59 ]                      |
| 1935 |         | Артур Гарден                              | «За видатні роботи в галузі біохімії і особливо за фундаментальні відкриття в області хімії спиртового бродіння» | [ 60 ]                      |
| 1936 |         | Вільям Артур Бон                          | «За піонерську роботу по контактному каталізу і його дослідженням за механізмом горіння вуглеводнів, характеру вогню і газоподібних вибухів» | [ 61 ]                      |
| 1937 |         | Ганс Фішер                                | «На знак визнання його робіт з хімії порфіринів, зокрема, за визначенням їх детальної структури деградації і синтезу порфіринів біологічного значення» | [ 62 ]                      |
| 1938 |         | Джордж Баргер                             | «На знак визнання його видатних досліджень з алкалоїдів та іншим натуральним продуктам» | [ 63 ]                      |
| 1939 |         | Вільям Джеймс Макбейн                     | «За відкриття і вивчення колоїдних електролітів» | [ 64 ]                      |
| 1940 |         | Гарольд Клейтон Юрі                       | «За ізоляцію дейтерію, важкого ізотопу водню, і за його роботи по інших ізотопів з викладенням подробиць перебігу хімічних реакцій» | [ 65 ]                      |
| 1941 |         | Генрі Дрісдейл Дакін                      | «За його піонерські роботи в біохімічних дослідженнях і особливо за фундаментальний внесок у дослідження проміжного обміну речовин» | [ 66 ]                      |
| 1942 |         | Сиріл Норман Гіншелвуд                    | «На знак визнання його видатної роботи по механізму хімічних реакцій» | [ 67 ]                      |
| 1943 |         | Іен Морріс Хейлброн                       | «На знак визнання його багатьох вкладів в органічну хімію, особливо в хімію природних продуктів, що мають фізіологічне значення» | [ 68 ]                      |
| 1944 |         | Роберт Робертсон (хімік) Роберт Робертсон | «На знак визнання його досліджень вибухів, аналітичних методів, внутрішньої структури діаманту та інфрачервоного спектру поглинання» | [ 69 ]                      |
| 1945 |         | Роджер Адамс                              | «На знак визнання його передових досліджень в галузі органічного хімії та його останніх робіт в галузі алкалоїдів» | [ 70 ]                      |
| 1946 |         | Крістофер Келк Інголд                     | «На знак визнання його видатної роботи у застосуванні фізичних методів до проблем органічної хімії» | [ 71 ]                      |
| 1947 |         | Лайнус Полінг                             | «На знак визнання його видатних внесків у теорію валентності та їхнього застосування у системах біологічної важливості» | [ 72 ]                      |
| 1948 |         | Едмунд Ленглі Херст                       | «На знак визнання його видатної роботи у визначенні структури сарахів, крохмалів, рослинних смол та особливо вітаміну C» | [ 73 ]                      |
| 1949 |         | Олександр Робертус Тодд                   | «За його структурні синтетичні вчення та досягнення» в органічній та біо-хімії, з окремим відзначенням вітамінів B1 та E та природно поширених нуклеозидів» | [ 74 ]                      |
| 1950 |         | Джон Сімонсен                             | «За його визначні дослідження з будови природних продуктів, особливо рослинних вуглеводнів та їхніх похідних» | [ 75 ]                      |
| 1951 |         | Ерік Рідель                               | «За його визначні внески у предмет хімії поверхні» | [ 76 ]                      |
| 1952 |         | Олександр Робертсон                       | «На знак визнання його досліджень у хімії натуральних продуктів, особливо широкого діапазону глікозидів, принципів гіркості і фарбувальних речовин, що містять атоми Оксигену» | [ 77 ]                      |
| 1953 |         | Джон Едвард Леннард-Джонс                 | «За його визначну роботу у застосування квантової механіки до теорії валентності та до аналізу однорідної структури десяткових сполук» | [ 78 ]                      |
| 1954 |         | Джеймс Кук Уілфред                        | «За його визначні фундаментальні дослідження в органічній хімії» | [ 79 ]                      |
| 1955 |         | Гаррі Ворк Мелвілл                        | «На знак визнання його видатної роботи у фізичній хімії та у реакціях полімерів» | [ 80 ]                      |
| 1956 |         | Роберт Даунс Хеворт                       | «На знак визнання його видатного внеску до хімії природних продуктів, особливо тих, що містять гетероциклічні системи» | [ 81 ]                      |
| 1957 |         | Кетлін Лонсдейл                           | «На знак визнання її визначних вчень зі структури та росту кристалів» | [ 82 ] [ 83 ] [ 84 ] [ 85 ] |
| 1958 |         | Роналд Джордж Рейфорд Норріш              | «На знак визнання його видатної роботи у хімічній кінетиці, особливо у фотохімії» | [ 86 ]                      |
| 1959 |         | Роберт Бернс Вудворд                      | «На знак визнання його визначних досліджень в органічній хімії та особливо за його внески до структури та синтезу природних продуктів» | [ 87 ]                      |
| 1960 |         | Джон Робертсон Монтет                     | «На знак визнання його видатної, піонерської роботи з аналізу кристалічної структури, особливо органічних сполук» | [ 88 ]                      |
| 1961 |         | Дерек Харолд Річард Бартон                | «На знак визнання його видатних досліджень в органічній хімії, особливо у структурі та стереохімії природних продуктів терпенового і стероїдного рядів; та аналіз конформації ціклічних структур»                                                                                       | [ 89 ]                      |
| 1962 |         | Гаррі Юлій Емелєус                        | «На знак визнання його видатних досліджень в неорганічній хімії та відкриття і випробування широкого кола нових сполук» | [ 90 ]                      |
| 1963 |         | Едмунд Джон Боуен                         | «На знак визнання його визначної роботи з пояснення фотохімічних реакцій, та його вчення з флуоресценції та фосфоресценції по відношенню до пов'язаних молекулярних процесів» | [ 91 ]                      |
| 1964 |         | Мелвін Елліс Калвін                       | «На знак визнання його піонерської роботи у хімії та біології, особливо у пояснення фотосинтетичних механізмів поглинання діоксиду карбону рослинами» | [ 92 ]                      |
| 1965 |         | Харольд Томпсон Уорріс                    | «На знак визнання його видатних внесків до інфрачервоної спектроскопії та її застосування до хімічних проблем» | [ 93 ]                      |
| 1966 |         | Еварт Джонс                               | «На знак визнання його видатних внесків до синтетичної органічної хімії та до пояснення структур природних продуктів» | [ 94 ]                      |
| 1967 |         | Володимир Прелог                          | «На знак визнання його видатної роботи з розробки стереохімічних концептів та роботи над структурами алкалоїдів і антибіотиків» | [ 95 ]                      |
| 1968 |         | Джон Корнфорт і Джордж Джозеф Попчак      | «На знак визнання їхньої спільної роботи із з'ясування шляхів біосинтезу у поліізопреноїдах та стероїдах» | [ 96 ]                      |
| 1969 |         | Фредерік Сідней Дейнтон                   | «На знак визнання його видатної роботи над механізмами хімічних реакцій» | [ 97 ]                      |
| 1970 |         | Чарльз Колсон Альфред                     | «На знак визнання його видатної роботи у теоретичній хімії» | [ 98 ]                      |
| 1971 |         | Джордж Портер                             | «На знак визнання його видатних внесків до нашого розуміння хімічних реакцій» | [ 99 ]                      |
| 1972 |         | Артур Джон Берч                           | «На знак визнання його видатних біосинтетичних вчень з органічних природних продуктів та його розробки нових реагентів для процесів відновлення» | [ 100 ]                     |
| 1973 |         | Джон Стюарт Андерсон                      | «На знак визнання його видатних внесків до хімії, особливо до структурних досліджень неідеальних поверхонь та нестехіометричних матеріалів» | [ 101 ]                     |
| 1974 |         | Джеймс Бадді                              | «На знак визнання його видатних досліджень коензиму А та вчень про компоненти клітинної стінки бактерій» | [ 102 ]                     |
| 1975 |         | Теодор Морріс Сагден                      | «На знак визнання його видатних внесків до фізичної хімії, включно з реакціями, що відбуваються у полум'ї» | [ 103 ]                     |
| 1976 |         | Рекс Едвард Річардс                       | «На знак визнання його видатних внесків до спектроскопії ядерного магнітного резонансу та до її застосування до хімічних та біологічних проблем» | [ 104 ]                     |
| 1977 |         | Алан Раштон Баттерсбі                     | «На знак визнання його видатних та міжнародно визнаних внесків до біосинтезу — його ретельне і логічне розплутування складних шляхів, якими алкалоїди та порфірини утворюються in vivo»                                                                                                 | [ 105 ]                     |
| 1978 |         | Альберт Ешенмосер                         | «На знак визнання його видатних внесків до сучасної синтетичної органічної хімії, добре проілюстрованих його вражаючими загальними синтезами вітаміну B12» | [ 106 ]                     |
| 1979 |         | Йосип Чатт                                | «На знак визнання його видатних внесків до хімії перехідних металів та до розуміння каталізу, що включає молекули лігування, такі як олефіни чи динітроген» | [ 107 ]                     |
| 1980 |         | Алан Вудворт Джонсон                      | «На знак визнання його видатних внесків до хімії природних продуктів, включаючи порфірини вітаміну B12, фактори проростання рослин, гормони комах та феромони» | [ 108 ]                     |
| 1981 |         | Ральф Олександр Рафаел                    | «На знак визнання його видатних внесків до органічного синтезу та особливо до їхнього винахідливого застосування в ацетиленових інтермедіатах» | [ 109 ]                     |
| 1982 |         | Майкл Джеймс Стюарт Дьюар                 | «На знак визнання його видатних вчень про механізми широкого кола хімічних реакцій, заснованих на напівемпіричних хвильових розрахунках» | [ 110 ]                     |
| 1983 |         | Дуїліо Арігоні                            | «На знак визнання його видатної креативності в галузі біосинтезу та біоорганічної хімії» | [ 111 ]                     |
| 1984 |         | Семюел Фредерік Едвардс                   | «На знак визнання його видатних внесків до теоретичної бази термодинамічних аспектів хімії полімерів» | [ 112 ]                     |
| 1985 |         | Барон Льюїс Ньюнхем                       | «За його визначну роботу над структурою та реакційною здатністю кластерни сполук металів, включаючи піонерську роботу над карбідо- та гідридопохідними, та пі-донорними органічними молекулами»                                                                                         | [ 113 ]                     |
| 1986 |         | Олександр Джордж Огстон                   | «In recognition of his early seminal proposal of the ways enzymes deal asymmetrically with symmetrical substrates and his later quantitative analysis of macromolecule interactions which elucidated polymer exclusion effects»                                                         | [ 114 ]                     |
| 1987 |         | Алек Джон Джеффріс                        | «На знак визнання його внесків до хімії людсбкої ДНК — особливо до відкриття та використання гіперваріабельних сателлітів у геномі людини» | [ 115 ]                     |
| 1988 |         | Джон Попл                                 | «На знак визнання його обширних внесків до теоретичної хімії, особливо його розвитку та застосування техніки обчислень хвильових функцій та властивостей молекул» | [ 116 ]                     |
| 1989 |         | Френсіс Гордон Альберт Стон               | «На знак визнання його численних визначний внесків до органометалічної хімії, включаючи відкриття, що частки, які містять карбон-металічний зв'язок окрім кількох метал-металічних є зручними реагентами для синтезу кластерних сполук зі зв'язками між різними перехідними елементами» | [ 117 ]                     |
| 1990 |         | Кейт Ушервуд Інголд                       | «За першість у кількісних вченнях з реакцій вільних радикалів у розчинах, стеклах та у живих організмах, включаючи використання електронного магнітного резонансу» | [ 118 ]                     |
| 1991 |         | Джеремі Рендалл Ноулс                     | «На знак визнання його внеску до механістичної хімії, пов'язаної з ензимологією, особливо до застосування хімічних методів для вирішення фундаментальних біологічних проблем упізнавання і каталізу»                                                                                    | [ 119 ]                     |
| 1992 |         | Алан Карінгтон                            | «Відзначений за визначення і характеризування молекулярного спектру перехідних часток» | [ 118 ]                     |
| 1993 |         | Джек Болдуїн                              | «Відзначений за його внесок до біоорганічної хімії, зокрема, за розуміння біосинтезу бета-лактамних антитіл» | [ 120 ]                     |
| 1994 |         | Джон Томас Мойріг                         | «За його піонерські вчення у хімії твердого тіла, та за основні досягнення, які він зробив у проектуванні нових сполук для гетерогенного каталізу» | [ 121 ]                     |
| 1995 |         | Малькольм Грін                            | «На знак визнання його внеску до органометалічної хімії з особливим застосуванням до каталітичних реакцій» | —                           |
| 1996 |         | Джефрі Вілкінсон                          | «На знак визнання його внеску в органічну хімію, розвиток гомогенного каталізу та його роботи з гідроформілювання» | [ 122 ]                     |
| 1997 |         | Жан-Марі Лен                              | «На знак визнання його робіт з супрамолекулярної хімії, про самоорганізації молекул і хімічних пристроїв» | —                           |
| 1998 |         | Алан Рой Ферст                            | «На знак визнання його новаторської роботи в області аналізу білків» | [ 123 ]                     |
| 1999 |         | Малкольм Гарольд Чісхолм                  | «На знак визнання його роботи з неорганічної хімії, зокрема, за значний вплив на хімію перехідних металів та його піонерські дослідження за унікальним потрійний зв'язком метал-метал»                                                                                                  | [ 124 ]                     |

### 2000–2024
| Рік  | Портрет | Ім'я                       | Обґрунтування | Примітки |
| ---- | ------- | -------------------------- | --- | -------- |
| 2000 |         | Стівен Віктор Лей          | «На знак визнання винаходів нових синтетичних методів, що застосовуються для синтезу складних натуральних речовин від комах, мікроорганізмів і рослин» | [ 125 ]  |
| 2001 |         | Аластар Іен Скотт          | «За його новаторський внесок у розуміння шляхів біосинтезу і, зокрема за його роботу по вітаміну В12» | —        |
| 2002 |         | Нейл Бартлетт              | «За свої дослідження елементів, що окисляються, в першу чергу з використанням елементарного фтору» | [ 126 ]  |
| 2003 |         | Роджер Парсонс             | «За свою блискучу кар'єру в електрохімії» | [ 127 ]  |
| 2004 |         | Такеші Ока                 | «За численні і різноманітні досягнення в молекулярній спектроскопії та її додатках, зокрема в астрономії» | [ 128 ]  |
| 2005 |         | Крістофер Добсон           | «За роботи в області застосування ядерного магнетичного резонансу та інших методи вивчення складання білка і неправильного згортання, особливо утворення амілоїдних фібрил» | [ 129 ]  |
| 2006 |         | Мартін Попе                | «За свою новаторську роботу в галузі молекулярної хімії напівпровідників, яка тепер стала великим і важливим напрямком напівпровідникової науки і техніки» | [ 130 ]  |
| 2007 |         | Джон Сімонс                | «За інноваційний, експериментальний внесок в галузі хімічної фізики, в тому числі молекулярної динаміки, молекулярної спектроскопії та біофізичної хімії» | —        |
| 2008 |         | Фрейзер Стоддарт           | «За внесок в молекулярну технологію» | —        |
| 2009 |         | Джеремі Кіт Морріс Сандерс | «За його новаторський внесок в декількох областях, останнім часом в області динамічної комбінаторної хімії в авангарді супрамолекулярної хімії» | [ 131 ]  |
| 2010 |         | Керол Вів'єн Робінсон      | «За її новаторський внесок в застосування мас-спектрометрії для характеристики великих білкових комплексів.» | [ 131 ]  |
| 2011 |         | Ахмед Хассан Зевейл        | «За плідний внесок у вивчення надшвидких реакцій і розуміння перехідних станів в області хімії, а також динамічної електронної мікроскопії» | [ 132 ]  |
| 2012 |         | Фрайзер Армстронг          | «За його новаторський внесок до електрохімії білкової плівки, що дозволяє вишукані термодинамічні і кінетичні управління окисно-відновних ферментів, на прикладі гідрогеназою, що є ключем в енергетичній технології»                                                                           | [ 133 ]  |
| 2013 |         | Грем Гатчінс               | «За відкриття каталізу золота і за його плідний вклад у цій новій галузі хімії» | [ 134 ]  |
| 2014 |         | Клер Грей                  | «За новаторські застосування твердотілого ядерного магнітного резонансу в матеріалах, що мають відношення до енергетики і довкілля» | [ 135 ]  |
| 2015 |         | Гідеон Джон Девіс          | «За свою роботу з визначення хімії реакції каталітичних ферментних трансформацій» | [ 136 ]  |
| 2016 |         | Стівен Ман                 | «За видатний внесок у хімію біо-мінералізації, за розробку біостворюємого синтезу та самозбірку функціональних наноструктур і гібридних нанорозмірних об'єктів» | [ 137 ]  |
| 2017 |         | Метью Россейнські          | «За його досягнення в розробці і відкритті функціональних матеріалів, інтеграції розробки нових експериментальних і обчислювальних технологій» | [ 138 ]  |
| 2018 |         | Джон Пайл                  | «За новаторське лідерство у розумінні виснаження глобального озонового шару галогеновуглеводнями, зокрема взаємозв'язку між хімією, радіацією та динамікою, а також особливою вразливістю арктичного озону»                                                                                     | [ 138 ]  |
| 2019 |         | Вариндер Аггарвал          | «За його новаторські методи поєднання борних ефірів, створення тривимірної архітектури з повним контролем над формою та функціональністю з широким спектром застосувань у різних науках» |          |
| 2020 |         | Бен Гай Девіс              | «За винахід потужних хімічних методів, які безпосередньо маніпулюють складними біологічними молекулами, дозволяючи з’ясувати та контролювати біологічну функцію та механізм in vitro та in vivo, поза межами генетики».                                                                         |          |
| 2021 |         | Малкольм Левітт            | «За його внесок у теорію та методологію ядерного магнітного резонансу, включно з композитними імпульсами, повторним зв’язком на основі симетрії, довгоживучими ядерними спіновими станами та дослідженням ендофуллеренів за допомогою електромагнітної спектроскопії та розсіювання нейтронів». |          |
| 2022 |         | Пітер Седлер               | «За новаторство в галузі досліджень медичної неорганічної хімії «Метали в медицині» та розробку нових металопрепаратів із новими механізмами дії». |          |
| 2023 |         | Маргарет Брімбл            | «За видатний внесок в органічну хімію з широким застосуванням у науках про життя». |          |
| 2024 |         | Веронік Гувернер           | «За її внесок у галузі хімії фтору із застосуванням як у медицині, так і в позитронно-емісійній томографії». |          |